# 힐데가르트 크네프

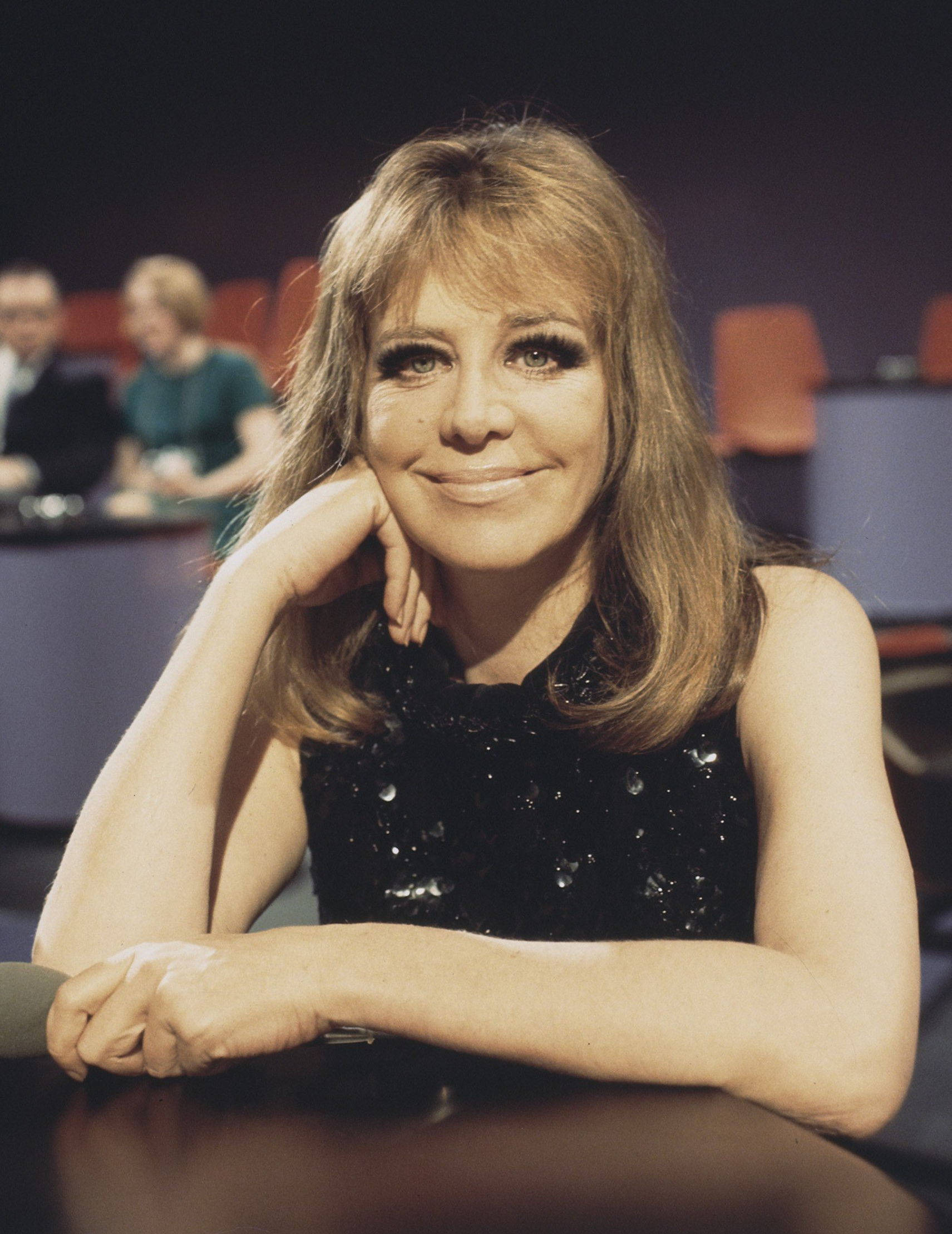

힐데가르트 크네프(Hildegard Frieda Albertine Knef, 1925년 12월 28일 ~ 2002년 2월 1일)는 독일의 가수이자 배우이다.

## 삶
독일 뷔르템베르크 주 울름에서 태어났다. 베를린에서 성장하고, 2차대전 중에는 화가 및 만화가로 일하는 한편 바벨스베르크 영화연구소에서 연기를 공부했다.

## 출연 영화
- 1946년 - <<우리 중에 살인자가 있다>>
- 1988년 - <<고스트하우스 2>>
- 1952년 - <<디플로메틱 커리어>>